# 祈雨
祈雨，是一種人類祈求降雨的儀式，屬於白魔法的一種。

## 基於宗教信仰
在大多數的傳統宗教裡，認為降雨是屬於水神所管轄，例如龍神。故當久旱不雨時，人們會祭祀相關的神明，舉行祈雨的儀式，祈求降雨。中国内蒙古的蒙古族穆斯林有与蒙古族祭敖包相近的祈雨习俗，是少见的一神教族群祈雨传统。

### 相关仪式
- 祈雨舞
- 猫娘（英语：Hae Nang Maew）

## 基於科學
影響降雨的主要因素在於相對溼度與空氣中的凝結核。例如焚燒稻草，或是經由飛行器投擲溴化銀，可增加空氣中的凝結核的數量，提高降雨機會。